# Freiherren von Wartenberg

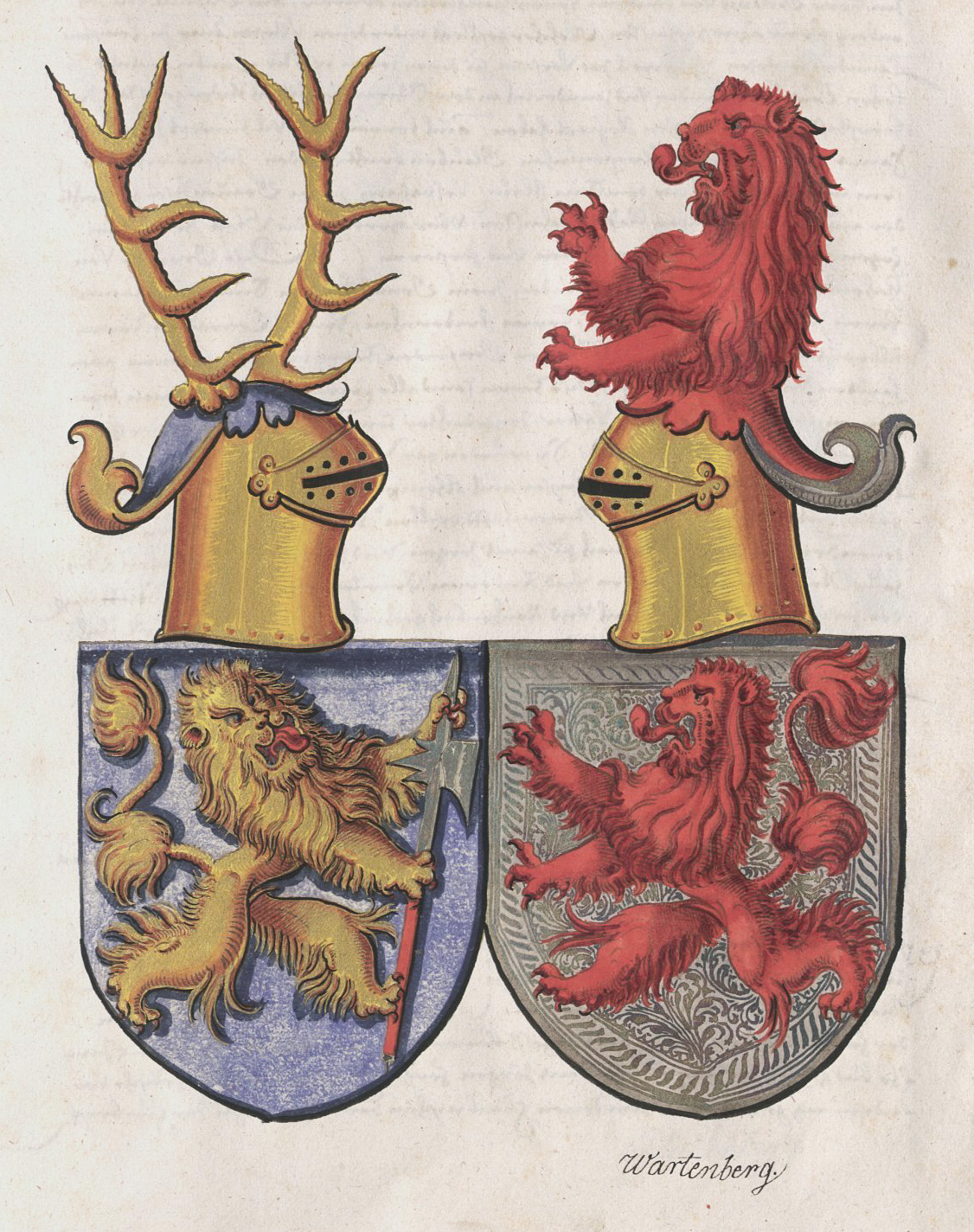
Zimmerische Chronik, Handschrift B, Württembergische Landesbibliothek Stuttgart: Allianzwappen der Freiherren von Zimmern und der Freiherren von Wartenberg (rechts)

Die Freiherren von Wartenberg waren ein süddeutsches Adelsgeschlecht mit den Stammsitzen Burg Wartenberg und Obere Burg Wartenberg auf dem Wartenberg bei Geisingen.

## Geschichte
Angenommen wird ihr Abkunft aus einem Ortsadelsgeschlecht des Ortes Geisingen, ein Cuno von Gisingen wird 1085 genannt. Nach dem Bau einer Burg auf dem ehemaligen Vulkan Wartenberg nannten sie sich wohl nach diesem Ort. 
Im Jahr 1215 werden die Brüder Konrad der Ältere und Heinrich der Ältere genannt als deren Söhne 1242 H. et E(igelofus) juniores, filli sui, de Wartenberc anzusehen sind.
1273 nennt sich Konrad von Wartenberg Landgraf in der Baar. Bekanntestes Mitglied der Familie war wohl der Abt von St. Gallen, Heinrich von Wartenberg und Friedrich von Wartenberg Abt des Klosters Reichenau (1428–1454). 
Die Wartenberger waren keine Dienstmannen der Fürstenberger wie manchmal vermutet wurde. Konrad von Wartenberg nannte sich 1273 Landgraf in der Baar. Teil an der Herrschaft hatten auch die Grafen von Sulz. Graf Hermann von Sulz überließ 1282 die Landgrafschaft Baar König Rudolf von Habsburg, welcher sie dem Grafen Heinrich von Fürstenberg verlieh. Ein Fürstenberger heiratete in die Familie derer von Wartenberg ein. Das Geschlecht der Wartenberger erlosch um 1302 in der Stammlinie.

## Wappen
|  | Blasonierung: „Ein stehenden Löwen in Rot auf silbernem Schild.“ |
|  |                                                                  |

Es findet sich heute noch in einigen Ortswappen der Gegend, so von Geisingen (ergänzt durch den fürstenbergischen Adler), Immendingen, Öfingen (Stadtteil von Bad Dürrheim), und Unterbaldingen (Stadtteil von Bad Dürrheim).

Geisingen
Immendingen
Öfingen
Unterbaldingen